# Campeonato Maranhense
El Campeonato Maranhense es el Campeonato de fútbol estadual del estado de Maranhão, en el Nordeste de Brasil, el torneo es organizado por la Federação Maranhense de Futebol.

## Campeones
| Temporada | Campeón                  | Subcampeón               |
| --------- | ------------------------ | ------------------------ |
| 1918      | Luso Brasileiro          | -----                    |
| 1919      | Luso Brasileiro          | Fênix                    |
| 1920      | Football Athletic        | -----                    |
| 1921      | Fênix                    | -----                    |
| 1922      | Luso Brasileiro          | -----                    |
| 1923      | Luso Brasileiro          | -----                    |
| 1924      | Luso Brasileiro          | -----                    |
| 1925      | Luso Brasileiro          | -----                    |
| 1926      | Luso Brasileiro          | Sampaio Corrêa           |
| 1927      | Luso Brasileiro          | Sampaio Corrêa           |
| 1928      | Vasco da Gama            | -----                    |
| 1929      | campeonato no disputado  | campeonato no disputado  |
| 1930      | Sírio                    | -----                    |
| 1931      | campeonato no finalizado | campeonato no finalizado |
| 1932      | Tupan                    | -----                    |
| 1933      | Sampaio Corrêa           | -----                    |
| 1934      | Sampaio Corrêa           | -----                    |
| 1935      | Tupan                    | Maranhão                 |
| 1936      | campeonato no disputado  | campeonato no disputado  |
| 1937      | Maranhão                 | Tupan                    |
| 1938      | Tupan                    | Maranhão                 |
| 1939      | campeonato no disputado  | campeonato no disputado  |
| 1940      | Sampaio Corrêa           | Maranhão                 |
| 1941      | Maranhão                 | Moto Club                |
| 1942      | Sampaio Corrêa           | -----                    |
| 1943      | Maranhão                 | Sampaio Corrêa           |
| 1944      | Moto Club                | Botafogo                 |
| 1945      | Moto Club                | Maranhão                 |
| 1946      | Moto Club                | Sampaio Corrêa           |
| 1947      | Moto Club                | Maranhão                 |
| 1948      | Moto Club                | Sampaio Corrêa           |
| 1949      | Moto Club                | Maranhão                 |
| 1950      | Moto Club                | Sampaio Corrêa           |
| 1951      | Maranhão                 | Sampaio Corrêa           |
| 1952      | Vitória do Mar           | Maranhão                 |
| 1953      | Sampaio Corrêa           | Moto Club                |
| 1954      | Sampaio Corrêa           | Moto Club                |
| 1955      | Moto Club                | Sampaio Corrêa           |
| 1956      | Sampaio Corrêa           | Moto Club                |
| 1957      | Ferroviário              | -----                    |
| 1958      | Ferroviário              | Sampaio Corrêa           |
| 1959      | Moto Club                | -----                    |
| 1960      | Moto Club                | Sampaio Corrêa           |
| 1961      | Sampaio Corrêa           | Moto Club                |
| 1962      | Sampaio Corrêa           | Maranhão                 |
| 1963      | Maranhão                 | Moto Club                |
| 1964      | Sampaio Corrêa           | Moto Club                |
| 1965      | Sampaio Corrêa           | Moto Club                |
| 1966      | Moto Club                | Sampaio Corrêa           |
| 1967      | Moto Club                | Ferroviário              |
| 1968      | Moto Club                | Sampaio Corrêa           |
| 1969      | Maranhão                 | Ferroviário              |
| 1970      | Maranhão                 | Sampaio Corrêa           |
| 1971      | Ferroviário              | Sampaio Corrêa           |
| 1972      | Sampaio Corrêa           | Ferroviário              |
| 1973      | Ferroviário              | Moto Club                |
| 1974      | Moto Club                | Maranhão                 |
| 1975      | Sampaio Corrêa           | Ferroviário              |
| 1976      | Sampaio Corrêa           | Ferroviário              |
| 1977      | Moto Club                | Bacabal                  |
| 1978      | Sampaio Corrêa           | Moto Club                |
| 1979      | Maranhão                 | Sampaio Corrêa           |
| 1980      | Sampaio Corrêa           | Moto Club                |
| 1981      | Moto Club                | Sampaio Corrêa           |
| 1982      | Moto Club                | Sampaio Corrêa           |
| 1983      | Moto Club                | Maranhão                 |
| 1984      | Sampaio Corrêa           | Maranhão                 |
| 1985      | Sampaio Corrêa           | Moto Club                |
| 1986      | Sampaio Corrêa           | Maranhão                 |
| 1987      | Sampaio Corrêa           | Imperatriz               |
| 1988      | Sampaio Corrêa           | Moto Club                |
| 1989      | Moto Club                | Maranhão                 |
| 1990      | Sampaio Corrêa           | Moto Club                |
| 1991      | Sampaio Corrêa           | Moto Club                |
| 1992      | Sampaio Corrêa           | Maranhão                 |
| 1993      | Maranhão                 | Imperatriz               |
| 1994      | Maranhão                 | Sampaio Corrêa           |
| 1995      | Maranhão                 | Coroatá                  |
| 1996      | Bacabal                  | Sampaio Corrêa           |
| 1997      | Sampaio Corrêa           | Moto Club                |
| 1998      | Sampaio Corrêa           | Maranhão                 |
| 1999      | Maranhão                 | Sampaio Corrêa           |
| 2000      | Moto Club                | Sampaio Corrêa           |
| 2001      | Moto Club                | Sampaio Corrêa           |
| 2002      | Sampaio Corrêa           | Santa Inês               |
| 2003      | Sampaio Corrêa           | Maranhão                 |
| 2004      | Moto Club                | Sampaio Corrêa           |
| 2005      | Imperatriz               | Moto Club                |
| 2006      | Moto Club                | Sampaio Corrêa           |
| 2007      | Maranhão                 | Imperatriz               |
| 2008      | Moto Club                | Sampaio Corrêa           |
| 2009      | JV Lideral               | Sampaio Corrêa           |
| 2010      | Sampaio Corrêa           | Santa Quitéria           |
| 2011      | Sampaio Corrêa           | Maranhão                 |
| 2012      | Sampaio Corrêa           | Maranhão                 |
| 2013      | Maranhão                 | Imperatriz               |
| 2014      | Sampaio Corrêa           | Moto Club                |
| 2015      | Imperatriz               | Sampaio Corrêa           |
| 2016      | Moto Club                | Sampaio Corrêa           |
| 2017      | Sampaio Corrêa           | Cordino                  |
| 2018      | Moto Club                | Imperatriz               |
| 2019      | Imperatriz               | Moto Club                |
| 2020      | Sampaio Corrêa           | Moto Club                |
| 2021      | Sampaio Corrêa           | Moto Club                |
| 2022      | Sampaio Corrêa           | Cordino                  |
| 2023      | Maranhão                 | Moto Club                |
| 2024      | Sampaio Corrêa           | Maranhão                 |
| 2025      | Maranhão                 | Imperatriz               |

## Títulos por club
| Club              | Ciudad     | Campeón | Años campeón |
| ----------------- | ---------- | ------- | --- |
| Sampaio Corrêa    | São Luís   | 37      | 1933, 1934, 1940, 1942, 1953, 1954, 1956, 1961, 1962, 1964, 1965, 1972, 1975, 1976, 1978, 1980, 1984, 1985, 1986, 1987, 1988, 1990, 1991, 1992, 1997, 1998, 2002, 2003, 2010, 2011, 2012, 2014, 2017, 2020, 2021, 2022, 2024 |
| Moto Club         | São Luís   | 26      | 1944, 1945, 1946, 1947, 1948, 1949, 1950, 1955, 1959, 1960, 1966, 1967, 1968, 1974, 1977, 1981, 1982, 1983, 1989, 2000, 2001, 2004, 2006, 2008, 2016, 2018                                                                   |
| Maranhão          | São Luís   | 17      | 1937, 1939, 1941, 1943, 1951, 1963, 1969, 1970, 1979, 1993, 1994, 1995, 1999, 2007, 2013, 2023, 2025 |
| Luso Brasileiro   | São Luís   | 8       | 1918, 1919, 1922, 1923, 1924, 1925, 1926, 1927 |
| Ferroviário       | São Luís   | 4       | 1957, 1958, 1971, 1973 |
| Tupan             | São Luís   | 3       | 1932, 1935, 1938 |
| Imperatriz        | Imperatriz | 3       | 2005, 2015, 2019 |
| Bacabal           | Bacabal    | 1       | 1996 |
| Fênix             | São Luís   | 1       | 1921 |
| Football Athletic | São Luís   | 1       | 1920 |
| JV Lideral        | Imperatriz | 1       | 2009 |
| Sírio             | São Luís   | 1       | 1930 |
| Vasco da Gama     | São Luís   | 1       | 1928 |
| Vitória do Mar    | São Luís   | 1       | 1952 |